# 8-й цикл сонячної активності
8-й цикл сонячної активності — восьмий цикл сонячної активності від 1755 року, коли розпочався систематичний моніторинг кількості сонячних плям. Сонячний цикл тривав 9,7 року, від листопада 1833 року до липня 1843 року. Максимальне протягом цього сонячного циклу значення числа Вольфа для кількості сонячних плям спостерігалося в березні 1837 року і становило 244,9, а початковий мінімум числа Вольфа становив 12,2.
8-й цикл сонячної активності закінчився в 1843 році, — в рік, коли Генріх Швабе відкрив цикли сонячної активності.